# Kléberson
José Kléberson Pereira, ou simplement Kléberson, est un footballeur international brésilien né le 19 juin 1979 à Uraí.
Il joue au poste de milieu défensif avec l'équipe du Brésil qui a remporté la Coupe du monde 2002.

## Biographie

### En club
(décembre 2013).
Kléberson commença sa carrière au PSTC, club de la ville de Londrina, avant de rejoindre les équipes de jeunes de l'Atlético Paranaense. Il fit ses débuts avec l'équipe première en 1999, un an après son arrivée au club.
Joueur polyvalent, Kléberson occupa les postes de latéral droit, milieu défensif, milieu offensif et même attaquant. Avec l'Atlético Paranaense, il participa aux campagnes victoires en championnat de l'État du Paraná en 2000, 2001 et 2002, ainsi qu'à la victoire en championnat du Brésil en 2001.
Ses performances en championnat national lui valurent d'être appelé en équipe du Brésil par Luiz Felipe Scolari et de participer à la Coupe du monde 2002.
Après une bonne Coupe du monde où il se révèle, Kléberson est convoité par plusieurs clubs européens. Il est prêt à s'engager avec Leeds United en janvier 2003 mais il ne veut pas laisser sa fiancée Dayane seule au Brésil et doit se marier. Or en Angleterre, le mariage n'est pas reconnu avant seize ans, que la jeune femme n'aura que le 14 février suivant. Ce court laps de temps permet à Alex Ferguson de convaincre le joueur. Il finit par signer à Manchester United pour 6 millions de livres (8,41 millions d'euros) le 13 août 2003.
Une sérieuse blessure au genou ne lui permet pas d'exprimer toutes ses qualités lors de sa première saison. En 2005, après deux saisons peu convaincantes surtout vis-à-vis des attentes suscitées, Kléberson est transféré dans le club turc du Beşiktaş.
Deux ans plus tard, il retourne au Brésil en signant un contrat avec le CR Flamengo. Cependant, en raison de désaccords entre le joueur et le club turc, la FIFA n'autorisa Kléberson à rejoindre le Flamengo qu'en 2008.
En 2012, relégué sur le banc des remplaçants par Joel Santana, il résilie son contrat avec Flamengo.
Il rejoint ensuite Bahia qui le prête à Philadelphie, club de Major League Soccer en 2013.
En janvier 2016, il rejoint les Fort Lauderdale Strikers, club évoluant en NASL et dont Ronaldo est l'un des actionnaires minoritaires.

### En équipe nationale
Kléberson est sélectionné 32 fois en équipe nationale (2 buts) et connaît sa première sélection en janvier 2002. La même année, il remporte la Coupe du monde. 
Initialement non sélectionné pour la Coupe des confédérations 2009, il profite du forfait sur blessure d'Anderson pour participer à la compétition que le Brésil remporte,,. 
En 2010, il est sélectionné par Dunga pour la Coupe du monde en Afrique du Sud.

## Style de jeu
Kléberson est un milieu récupérateur capable de diriger le jeu et de marquer des buts.

## Palmarès
- Vainqueur de la Coupe du monde : 2002 (Brésil).
- Vainqueur de la Copa América : 2004 (Brésil).
- Vainqueur de la Coupe des Confédérations : 2009 (Brésil).
- Champion du Brésil : 2001 (Atlético Paranaense).
- Vainqueur de la Coupe d'Angleterre : 2004 (Manchester United).
- Vainqueur de la Coupe de Turquie de football 2006 et 2007.
- Champion de l'État du Parana : 2000, 2001 et 2002 (Atlético Paranaense).
- Vainqueur de la coupe des champions du Brésil : 2002 (Atlético Paranaense).
- « Ballon d'argent brésilien » en 2001